# ديمتري كوليكوف
ديمتري كوليكوف (23 سبتمبر 1977 بإستونيا - ) هو لاعب كرة قدم إستوني في مركز الدفاع. شارك مع منتخب إستونيا لكرة القدم وSaaremaa official football team ‏. أما مع النوادي، فقد لعب مع لانتانا تالين وليفاديا تالين وFK Jaunība Rīga ‏ وFC Kuressaare ‏.

## وصلات خارجية
- ديمتري كوليكوف على موقع اتحاد إستونيا (الإنجليزية)
- ديمتري كوليكوف على موقع قاعدة بيانات كرة القدم.إي يو (الإنجليزية)
- ديمتري كوليكوف على موقع ناشيونال فوتبول تيمز (الإنجليزية)
- ديمتري كوليكوف على موقع Soccerway.com (الإنجليزية)
- ديمتري كوليكوف على موقع عالم كرة القدم.نت (الإنجليزية)